# Ostašov (Liberec)
Ostašov, auch Liberec XX, (deutsch Berzdorf) ist ein Ortsteil von Liberec in Tschechien. Er liegt drei Kilometer westlich des Stadtzentrums und gehört zum Okres Liberec.

## Geographie
Ostašov erstreckt sich rechtsseitig des Ostašovský potok (Berzdorfer Bach) am Abfall des Jeschkengebirges zum Neißetal. Das Dorf wird von der Bahnstrecke Liberec – Česká Lípa durchquert und bildet mit Horní Suchá ein geschlossenes Siedlungsgebiet. Nordöstlich liegt der Sportflugplatz Ostašov. Südlich erhebt sich der Ještěd (Jeschken, 1012 m), im Südwesten die Černá hora (Schwarzer Berg, 811 m); westlich liegen der Kaliště (745 m) und die Rozsocha (767 m).
Nachbarorte sind Stráž nad Nisou im Norden, Staré Pavlovice und Růžodol I im Nordosten, Františkov im Osten, Janův Důl im Südosten, Karlinky im Süden, Horní Suchá im Westen sowie Svárov und Machnín im Nordwesten.

## Geschichte
Die erste schriftliche Erwähnung des im Grenzgebiet der Herrschaften Grafenstein, Lämberg und Friedland gelegenen Dorfes Ostassow erfolgte im Jahre 1545. Das Dorf entstand entlang eines alten Steiges, der aus dem Neißetal entlang des Berzdorfer Baches auf den Auerhahnsattel (Na Výpřeži, 770 m) führte und dort zwischen dem Schwarzen Berg und Jeschken den Jeschkenkamm überquerte. Der Berzdorfer Bach bildete zugleich die Grenze zwischen den Herrschaften Grafenstein und Friedland bzw. ab 1558 Reichenberg. Der rechts des Baches auf Reichenberger Grund befindliche Teil wurde als Ostašov bzw. Nieder Berzdorf bezeichnet, der Grafensteiner Anteil als Horní Ostašov, später Horní Suchá, bzw. Ober Berzdorf. Zur Unterscheidung von einem weiteren, ganz in der Nähe gelegenen, Nieder Berzdorf wurde das Dorf dann nur noch Berzdorf genannt. Auch der tschechische Name wandelte sich in Suchá. Während des Siebenjährigen Krieges kam es am 21. April 1757 auf den Feldern zwischen Berzdorf und Rosenthal im Gefecht bei Reichenberg zu einem Aufeinandertreffen preußischer und österreichischer Truppen. 1830 bestand Berzdorf aus 44 Häusern und hatte 358 Einwohner. Im Dorf bestanden eine Wollspinnerei und eine Kalkbrennerei. Schulort war Ober Berzdorf.
Nach der Aufhebung der Patrimonialherrschaften bildete Berzdorf / Suchá ab 1850 eine politische Gemeinde in der Bezirkshauptmannschaft und dem Gerichtsbezirk Reichenberg. 1869 hatte das Dorf 552 Einwohner und 1880 waren es 580. Die Bewohner des Dorfes lebten von der Landwirtschaft oder verdienten sich ihren Lebensunterhalt in den Betrieben von Reichenberg. Im 1900 wurde die Nordböhmische Transversalbahn eingeweiht und in Berzdorf, das zu dieser Zeit 647 Einwohner hatte, entstand eine Bahnstation. Diese wurde zum Zentrum des Ortes, es entstand ein Gasthaus und auf Rosenthaler Fluren das Hauptwerk der Reichenberger Automobil Fabrik (RAF). 1910 war die Einwohnerzahl auf 707 angewachsen. Während des Ersten Weltkrieges wurde östlich der Gemeinde auf Berzdorfer und Rosenthaler Fluren ein Kriegsgefangenenlager errichtet, in dem etwa 50.000 vorwiegend russische Gefangene untergebracht wurden. Die Toten wurden in einem auf den Feldern von Ober Berzdorf angelegten Lagerfriedhof bestattet. 1919 wurde der tschechische Gemeindename in Ostašov geändert. Nach dem Zusammenbruch der RAF wurde das Werk in den 1920er Jahren zu einer Eisengießerei umgebaut. In dieser Zeit entstanden auch Einfamilienhäuser und die Straße nach Karolinsfeld / Karlinky wurde gebaut. 1930 lebten in den 96 Häusern von Berzdorf 799 Menschen, 1939 waren es 785. Nach dem Münchner Abkommen wurde die Gemeinde 1938 dem Deutschen Reich zugeschlagen und gehörte bis 1945 zum Landkreis Reichenberg. Im Jahre 1944 wurde Berzdorf mit Ober Berzdorf vereinigt. Die neue Gemeinde erhielt den Namen Berzdorf (Jeschken). Nach dem Ende des Zweiten Weltkrieges kam Ostašov zur Tschechoslowakei zurück und gehörte bis 1960 zum Okres Liberec-okolí. Die Bahnstation wurde zur Umschlagstation ausgebaut und es entstanden Lagerhallen.
Im Jahre 1950 hatte das Dorf 505 Einwohner. 1961 kam die Gemeinde zum Okres Liberec und in den 100 Häusern von Ostašov lebten 554 Menschen. Zusammen mit dem Ortsteil Horní Suchá wurde Ostašov 1963 nach Liberec eingemeindet. Seit der Neugliederung der Stadt Liberec im Jahre 1976 bildet Ostašov den Stadtteil Liberec XX im Stadtbezirk Liberec. 1991 hatte der Ort 508 Einwohner. Im Jahre 2001 bestand das Dorf aus 120 Häusern, in denen 511 Menschen lebten.

## Ortsgliederung
Der Stadtteil Liberec XX-Ostašov bildet den Katastralbezirk Ostašov u Liberce.